# Отто I (маркграф Бранденбургу)
Отто I (*Otto I von Brandenburg, бл. 1125/1128 — 8 липня 1184) — 2-й маркграф Бранденбурзький у 1170—1184 роках.

## Життєпис
Походив з династії Асканіїв. Старший син Альбрехта I Ведмедя, маркграфа Бранденбургу, і Софії фон Вінценбург. Народився між 1125 та 1128 роками. Замолоду долучився до військових походів проти слов'ян. Починаючи з 1144 року (відповідно до знайдених грамот і хронік) Оттон правив Бранденбургом разом зі своїм батьком Альбрехтом I. У 1157 році вони отримали титул маркграфа.
У 1148 Оттон одружився з донькою польського князя Болеслава III. Дата і місце укладення шлюбу невідомі. Рішення про шлюб на підтримку П'ястів було укладено в ході хрестового походу проти ведів на зустрічі Оттона і знаті 6 січня 1148 року зі участю архієпископа магдебурзького Фрідриха I Веттіна.
Після смерті батька у 1170 році стає одноосібним володарем Бранденбургу. З 1172 року на постійній основі починає використовувати титул маркграфа Бранденбурга. Втім з самого початку стикнувся з протистоянням слов'янським племен. За роки правління Оттонові I вдалося стабілізувати ситуацію на своїх землях за рахунок їх інтенсивного заселення німецькими колоністами та шляхтою. Після смерті Юдіт у 1175 Оттон одружився вдруге в 1176 році на доньці Флоріса III, графа Голландії. У 1177 Оттон отримав звання ерцканцлера Священної Римської імперії.
В ході війни 1178—1180 років з Генріхом Левом Вельфом, герцогом Баварії та Саксонії, Оттон I підтримав імператора Фрідриха I Барборосу. Натомість союзник Вельфа — Казимир I, князь Західної Поморянії, вдерся до Бранденбургу, але був розбитий Оттоном I неподалік від міста Деммін. Завдяки цій перемозі маркграф заволодів значними територіями на схід від річки Толлензе поблизу Нойбранденбурга — Альтмарк, область племені гаволян, Цаухе.
У 1180 році Оттон I заснував в Цаухі перший монастир на бранденбурзькій землі — абатство Ленін. Цістерціанскій монастир став домашнім монастирем і усипальницею Асканіїв і потім Гогенцоллернів. Перші ченці з монастиря Зіттіхенбах з'явилися в 1183 році. Монастир Ленін стрімко перетворився в одне з найбагатших абатств і зміцнив становище Асканіїв завдяки своєму значному економічному становищу і місіонерській діяльності, що проводилася ченцями серед місцевого слов'янського населення.
Оттон I помер в 1184 році і був похований в заснованому ним монастирі Ленін. Владу успадкував старший син Отто II.

## Родина
1 Дружина — Юдіт, донька Болеслава III, верховного князя Польщі.
Діти:
- Отто (1149—1205), маркграф Бранденбурзький у 1184—1205 роках
- Генріх (1150—1192), граф Гарделеген

2 Дружина — Ада, донька Флоріса III, графа Голландії.
Діти:
- Альбрехт (1176—1220), маркграф у 1205—1220 роках